# Kinoulton
 (janvier 2024).
Kinoulton est un village du Nottinghamshire, en Angleterre.